# Список банков, лишённых лицензии в 1992 году (Россия)

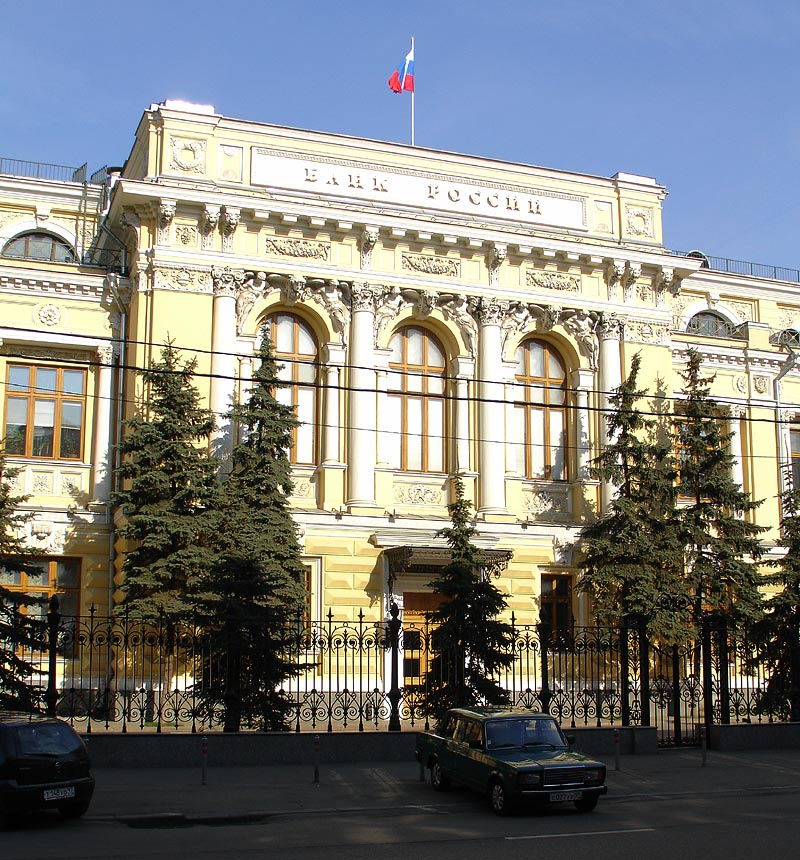
Здание Центрального Банка России на Неглинной улице

В список включены все кредитные организации России, у которых в 1992 году была отозвана или аннулирована лицензия на осуществление банковской деятельности.
В 1992 году Центральным Банком СССР и России были отозваны 7 лицензии у кредитных организаций и у 94 кредитных организаций лицензии были аннулированы.
Причины для отзыва лицензий у банков в 1992 году по большей части не указывались. Аннулирование лицензий в основном происходило по решению собственников организаций, при этом большая часть ликвидированных в 1992 году банков относилась к кредитным организациям, созданным в 1990—1991 годах на базе бывшего государственного «Агропромбанка», и была преобразована в филиалы Россельхозбанка.

## Легенда
Список разбит на два раздела по полугодиям 1992 года. Внутри разделов организации отсортированы по месяцам, внутри месяца по датам закрытия, внутри одной даты по номеру документа об отзыве или аннулировании лицензии.
| Таблица: - Дата — дата отзыва/аннулирования лицензии. - Приказ — номер приказа или иного документа об отзыве/аннулировании лицензии. - Регион — населённый пункт или регион регистрации банка. - Причина — основные причины отзыва или аннулирования лицензии организации. Выделение строк цветом: - — выделение светло-зелёным цветом означает, что лицензия организации была аннулирована. - — выделение светло-жёлтым цветом означает, что лицензия организации была отозвана. | Сокращения: - ОАО — открытое акционерное общество. - АКБ — акционерно-коммерческий банк. - ЗАО — закрытое акционерное общество. - КБ — коммерческий банк. - МКБ — межрегиональный коммерческий банк - н/д — нет данных. |

## 1-е полугодие
В разделе приведены все кредитные организации, у которых в 1-м полугодии 1992 года была отозвана или аннулирована лицензия.
| Наименование                                                     | Основ. | Лиц. | Дата       | Приказ | Регион                   | Причина | Прим.         |
| ---------------------------------------------------------------- | ------ | ---- | ---------- | ------ | ------------------------ | --- | ------------- |
| Февраль                                                          |        |      |            |        |                          | |               |
| КБ «Кировский»                                                   | 1990   | 717  | 04.02.1992 | 01-95  | н/д                      | Решение собственников банка о прекращении деятельности кредитной организации в порядке ликвидации.                       | [ 2 ] [ 3 ]   |
| Март                                                             |        |      |            |        |                          | |               |
| Кооперативный банк союза кооператоров Кубани «Краснодаркоопбанк» | 1989   | 137  | 09.03.1992 | 02-105 | Краснодар                | Преобразован в филиал ОАО «Промышленно-строительный банк».                                                               | [ 4 ] [ 5 ]   |
| Апрель                                                           |        |      |            |        |                          | |               |
| КБ «Сердобский»                                                  | 1990   | 765  | 08.04.1992 | 02-45  | Сердобск                 | Преобразование банка в филиал АКБ «Тарханы».                                                                             | [ 6 ] [ 7 ]   |
| Кооперативный банк «Катуньбанк»                                  | 1989   | 175  | 08.04.1992 | 02-46  | Бийск                    | Реорганизация путём присоединения к КБ «Горный Алтай».                                                                   | [ 8 ] [ 9 ]   |
| КБ «Мста»                                                        | 1990   | 432  | 08.04.1992 | 02-47  | Удомля                   | Банк за всё время своего существования не провел ни одной операции. Пайщики не оплатили объявленный уставный фонд банка. | [ 10 ] [ 11 ] |
| Чернышевск-Забайкальский коммерческий банк                       | 1990   | 1026 | 08.04.1992 | 02-48  | Чернышевск-Забайкальский | Преобразование банков в филиалы КБ «Забайкальский».                                                                      | [ 12 ] [ 13 ] |
| КБ «Красночикойский»                                             | 1990   | 1045 | 08.04.1992 | 02-48  | Красный Чикой            | Преобразование банков в филиалы КБ «Забайкальский».                                                                      | [ 14 ] [ 15 ] |
| Июнь                                                             |        |      |            |        |                          | |               |
| КБ «Соликамсккомпромагробанк»                                    | 1990   | 878  | 26.06.1992 | 02-98  | Соликамск                | Решение собственников банка о прекращении деятельности кредитной организации в порядке ликвидации.                       | [ 16 ] [ 17 ] |
| Шахтинский городской коммерческий банк                           | 1990   | 619  | 26.06.1992 | 02-99  | Шахты                    | Причина отзыва лицензии не указана.                                                                                      | [ 18 ] [ 19 ] |
| КБ «Донкредит»                                                   | 1990   | 789  | 26.06.1992 | 02-99  | Ростов-на-Дону           | Причина отзыва лицензии не указана.                                                                                      | [ 20 ] [ 21 ] |
| Егорлыкский кооперативный банк                                   | 1990   | 551  | 26.06.1992 | 02-99  | Егорлыкская              | Причина отзыва лицензии не указана.                                                                                      | [ 22 ] [ 23 ] |
| МКБ «Трактор-банк»                                               | 1991   | 1457 | 26.06.1992 | 02-100 | Челябинск                | Решение собственников банков о прекращении деятельности кредитных организаций в порядке ликвидации.                      | [ 24 ] [ 25 ] |
| Белоглинский коммерческий банк                                   | 1990   | 530  | 26.06.1992 | 02-101 | Белая Глина              | Решение собственников банков о прекращении деятельности кредитных организаций в порядке ликвидации.                      | [ 26 ] [ 27 ] |
| КБ «Богородицкбанк»                                              | 1990   | 1055 | 26.06.1992 | 02-102 | Богородицк               | Решение собственников банков о прекращении деятельности кредитных организаций в порядке ликвидации.                      | [ 28 ] [ 29 ] |

## 2-е полугодие
В разделе приведены все кредитные организации, у которых в 2-м полугодии 1992 года была отозвана или аннулирована лицензия.
| Наименование                                                                       | Основ. | Лиц. | Дата       | Приказ     | Регион             | Причина | Прим.           |
| ---------------------------------------------------------------------------------- | ------ | ---- | ---------- | ---------- | ------------------ | --- | --------------- |
| Июль                                                                               |        |      |            |            |                    | |                 |
| КБ «Атомбанк»                                                                      | 1991   | 1374 | 06.07.1992 | 01-95      | Челябинск-65       | Причина отзыва лицензии не указана. | [ 30 ] [ 31 ]   |
| КБ «Томскагропромбанк»                                                             | 1990   | 972  | 10.07.1992 | 02-123     | Томск              | Решение пайщиков банков о прекращении деятельности кредитных организации и преобразовании их в филиалы Россельхозбанка. | [ 32 ] [ 33 ]   |
| Агропромышленный коммерческий банк «Марийский»                                     | 1990   | 1243 | 10.07.1992 | 02-123     | Йошкар-Ола         | Решение пайщиков банков о прекращении деятельности кредитных организации и преобразовании их в филиалы Россельхозбанка. | [ 34 ] [ 35 ]   |
| КБ «Туваагропромбанк»                                                              | 1990   | 1131 | 10.07.1992 | 02-123     | Кызыл              | Решение пайщиков банков о прекращении деятельности кредитных организации и преобразовании их в филиалы Россельхозбанка. | [ 36 ] [ 37 ]   |
| Агропромышленный банк «Мордовский»                                                 | 1990   | 739  | 10.07.1992 | 02-123     | Саранск            | Решение пайщиков банков о прекращении деятельности кредитных организации и преобразовании их в филиалы Россельхозбанка. | [ 38 ] [ 39 ]   |
| Тульский коммерческий агропромышленный банк «Тулаагропромбанк»                     | 1990   | 1157 | 10.07.1992 | 02-123     | Тула               | Решение пайщиков банков о прекращении деятельности кредитных организации и преобразовании их в филиалы Россельхозбанка. | [ 40 ] [ 41 ]   |
| Удмуртский сельскохозяйственный коммерческий банк «Удмуртсельхозбанк»              | 1990   | 569  | 10.07.1992 | 02-123     | Ижевск             | Решение пайщиков банков о прекращении деятельности кредитных организации и преобразовании их в филиалы Россельхозбанка. | [ 42 ] [ 43 ]   |
| КБ «Земельный банк»                                                                | 1990   | 677  | 10.07.1992 | 02-123     | Ульяновск          | Решение пайщиков банков о прекращении деятельности кредитных организации и преобразовании их в филиалы Россельхозбанка. | [ 44 ] [ 45 ]   |
| КБ «Конапкиро»                                                                     | 1990   | 1120 | 10.07.1992 | 02-123     | Биробиджан         | Решение пайщиков банков о прекращении деятельности кредитных организации и преобразовании их в филиалы Россельхозбанка. | [ 46 ] [ 47 ]   |
| Нижегородский Агропромышленный Коммерческий Банк                                   | 1990   | 916  | 10.07.1992 | 02-123     | Нижний Новгород    | Решение пайщиков банков о прекращении деятельности кредитных организации и преобразовании их в филиалы Россельхозбанка. | [ 48 ] [ 49 ]   |
| Чувашский сельскохозяйственный коммерческий банк «Чувашсельхозбанк»                | 1990   | 850  | 10.07.1992 | 02-123     | Чебоксары          | Решение пайщиков банков о прекращении деятельности кредитных организации и преобразовании их в филиалы Россельхозбанка. | [ 50 ] [ 51 ]   |
| Ярославский коммерческий банк «Ярославлькомагробанк»                               | 1990   | 1129 | 10.07.1992 | 02-123     | Ярославль          | Решение пайщиков банков о прекращении деятельности кредитных организации и преобразовании их в филиалы Россельхозбанка. | [ 52 ] [ 53 ]   |
| Коми региональный коммерческий банк «Комиагропромбанк»                             | 1990   | 983  | 10.07.1992 | 02-123     | Сыктывкар          | Решение пайщиков банков о прекращении деятельности кредитных организации и преобразовании их в филиалы Россельхозбанка. | [ 54 ] [ 55 ]   |
| Коммерческий «Агропромкоопбанк»                                                    | 1990   | 585  | 10.07.1992 | 02-123     | Новгород           | Решение пайщиков банков о прекращении деятельности кредитных организации и преобразовании их в филиалы Россельхозбанка. | [ 56 ] [ 57 ]   |
| Ольский коммерческий банк «Олаагробанк»                                            | 1990   | 774  | 10.07.1992 | 02-123     | Ола                | Решение пайщиков банков о прекращении деятельности кредитных организации и преобразовании их в филиалы Россельхозбанка. | [ 58 ] [ 59 ]   |
| КБ «Костромаагробанк»                                                              | 1990   | 995  | 10.07.1992 | 02-123     | Кострома           | Решение пайщиков банков о прекращении деятельности кредитных организации и преобразовании их в филиалы Россельхозбанка. | [ 60 ] [ 61 ]   |
| КБ «Агроформбанк»                                                                  | 1990   | 693  | 10.07.1992 | 02-123     | Новосибирск        | Решение пайщиков банков о прекращении деятельности кредитных организации и преобразовании их в филиалы Россельхозбанка. | [ 62 ] [ 63 ]   |
| КБ «Нива»                                                                          | 1990   | 884  | 10.07.1992 | 02-123     | Красноярск         | Решение пайщиков банков о прекращении деятельности кредитных организации и преобразовании их в филиалы Россельхозбанка. | [ 64 ] [ 65 ]   |
| КБ «Краснощёковский»                                                               | 1990   | 1032 | 10.07.1992 | 02-123     | Краснощёково       | Решение пайщиков банков о прекращении деятельности кредитных организации и преобразовании их в филиалы Россельхозбанка. | [ 66 ] [ 67 ]   |
| Омский Коммерческий Агропромышленный Банк                                          | 1990   | 819  | 10.07.1992 | 02-123     | Омск               | Решение пайщиков банков о прекращении деятельности кредитных организации и преобразовании их в филиалы Россельхозбанка. | [ 68 ] [ 69 ]   |
| КБ «Хакасия»                                                                       | 1990   | 1085 | 10.07.1992 | 02-123     | Абакан             | Решение пайщиков банков о прекращении деятельности кредитных организации и преобразовании их в филиалы Россельхозбанка. | [ 70 ] [ 71 ]   |
| КБ «Орёлбанк»                                                                      | 1990   | 815  | 10.07.1992 | 02-123     | Орёл               | Решение пайщиков банков о прекращении деятельности кредитных организации и преобразовании их в филиалы Россельхозбанка. | [ 72 ] [ 73 ]   |
| Курганский агропромышленный коммерческий банк «Курганагрокомбанк»                  | 1990   | 847  | 10.07.1992 | 02-123     | Курган             | Решение пайщиков банков о прекращении деятельности кредитных организации и преобразовании их в филиалы Россельхозбанка. | [ 74 ] [ 75 ]   |
| КБ «Ливныбанк»                                                                     | 1990   | 814  | 10.07.1992 | 02-123     | Ливны              | Решение пайщиков банков о прекращении деятельности кредитных организации и преобразовании их в филиалы Россельхозбанка. | [ 76 ] [ 77 ]   |
| КБ «Троицкое-банк»                                                                 | 1990   | 827  | 10.07.1992 | 02-123     | Троицкое           | Решение пайщиков банков о прекращении деятельности кредитных организации и преобразовании их в филиалы Россельхозбанка. | [ 78 ] [ 79 ]   |
| КБ «Калманка-банк»                                                                 | 1990   | 1092 | 10.07.1992 | 02-123     | Калманка           | Решение пайщиков банков о прекращении деятельности кредитных организации и преобразовании их в филиалы Россельхозбанка. | [ 80 ] [ 81 ]   |
| Железногорский коммерческий банк «Железногорсккомбанк»                             | 1990   | 663  | 10.07.1992 | 02-123     | Железногорск       | Решение пайщиков банков о прекращении деятельности кредитных организации и преобразовании их в филиалы Россельхозбанка. | [ 82 ] [ 83 ]   |
| Провиденский коммерческий банк «Провкомбанк»                                       | 1990   | 886  | 10.07.1992 | 02-123     | Провидение         | Решение пайщиков банков о прекращении деятельности кредитных организации и преобразовании их в филиалы Россельхозбанка. | [ 84 ] [ 85 ]   |
| КБ «Курчатовбанк»                                                                  | 1990   | 662  | 10.07.1992 | 02-123     | Курчатов           | Решение пайщиков банков о прекращении деятельности кредитных организации и преобразовании их в филиалы Россельхозбанка. | [ 86 ] [ 87 ]   |
| КБ «Пензагропромбанк»                                                              | 1990   | 687  | 10.07.1992 | 02-123     | Пенза              | Решение пайщиков банков о прекращении деятельности кредитных организации и преобразовании их в филиалы Россельхозбанка. | [ 88 ] [ 89 ]   |
| Амурский агропромышленный банк «Амурагрокомбанк»                                   | 1990   | 921  | 10.07.1992 | 02-123     | Благовещенск       | Решение пайщиков банков о прекращении деятельности кредитных организации и преобразовании их в филиалы Россельхозбанка. | [ 90 ] [ 91 ]   |
| Сычевский коммерческий банк                                                        | 1990   | 782  | 10.07.1992 | 02-123     | Сычевка            | Решение пайщиков банков о прекращении деятельности кредитных организации и преобразовании их в филиалы Россельхозбанка. | [ 92 ] [ 93 ]   |
| КБ «Долина»                                                                        | 1991   | 1393 | 10.07.1992 | 02-123     | Кувандык           | Решение пайщиков банков о прекращении деятельности кредитных организации и преобразовании их в филиалы Россельхозбанка. | [ 94 ] [ 95 ]   |
| Комбанк «Нефтекумье»                                                               | 1991   | 1335 | 10.07.1992 | 02-123     | Нефтекумье         | Решение пайщиков банков о прекращении деятельности кредитных организации и преобразовании их в филиалы Россельхозбанка. | [ 96 ] [ 97 ]   |
| КБ «Суджакомбанк»                                                                  | 1990   | 792  | 10.07.1992 | 02-123     | Суджа              | Решение пайщиков банков о прекращении деятельности кредитных организации и преобразовании их в филиалы Россельхозбанка. | [ 98 ] [ 99 ]   |
| КБ «Александровский»                                                               | 1990   | 1229 | 10.07.1992 | 02-123     | Александровское    | Решение пайщиков банков о прекращении деятельности кредитных организации и преобразовании их в филиалы Россельхозбанка. | [ 100 ] [ 101 ] |
| Пермский коммерческий агропромышленный банк                                        | 1990   | 805  | 10.07.1992 | 02-123     | Пермь              | Решение пайщиков банков о прекращении деятельности кредитных организации и преобразовании их в филиалы Россельхозбанка. | [ 102 ] [ 103 ] |
| Приморский коммерческий банк «Примагропромбанк»                                    | 1991   | 1375 | 10.07.1992 | 02-123     | Владивосток        | Решение пайщиков банков о прекращении деятельности кредитных организации и преобразовании их в филиалы Россельхозбанка. | [ 104 ] [ 105 ] |
| КБ «Кром»                                                                          | 1990   | 762  | 10.07.1992 | 02-123     | Псков              | Решение пайщиков банков о прекращении деятельности кредитных организации и преобразовании их в филиалы Россельхозбанка. | [ 106 ] [ 107 ] |
| КБ «Акомбанк»                                                                      | 1990   | 1150 | 10.07.1992 | 02-123     | Владикавказ        | Решение пайщиков банков о прекращении деятельности кредитных организации и преобразовании их в филиалы Россельхозбанка. | [ 108 ] [ 109 ] |
| Смоленский коммерческий агропромышленный банк                                      | 1990   | 580  | 10.07.1992 | 02-123     | Смоленск           | Решение пайщиков банков о прекращении деятельности кредитных организации и преобразовании их в филиалы Россельхозбанка. | [ 110 ] [ 111 ] |
| КБ «Волжский»                                                                      | 1990   | 659  | 10.07.1992 | 02-123     | н/д                | Решение пайщиков банков о прекращении деятельности кредитных организации и преобразовании их в филиалы Россельхозбанка. | [ 112 ] [ 113 ] |
| КБ «Кореновский»                                                                   | 1990   | 550  | 10.07.1992 | 02-123     | Кореновск          | Решение пайщиков банков о прекращении деятельности кредитных организации и преобразовании их в филиалы Россельхозбанка. | [ 114 ] [ 115 ] |
| Алтайский коммерческий агропромбанк                                                | 1990   | 845  | 10.07.1992 | 02-123     | Барнаул            | Решение пайщиков банков о прекращении деятельности кредитных организации и преобразовании их в филиалы Россельхозбанка. | [ 116 ] [ 117 ] |
| Архангельский агропромышленный коммерческий банк                                   | 1990   | 649  | 10.07.1992 | 02-123     | Архангельск        | Решение пайщиков банков о прекращении деятельности кредитных организации и преобразовании их в филиалы Россельхозбанка. | [ 118 ] [ 119 ] |
| Коммерческий агропромышленный банк Астраханской области «Астрагропромбанк»         | 1990   | 885  | 10.07.1992 | 02-123     | Астрахань          | Решение пайщиков банков о прекращении деятельности кредитных организации и преобразовании их в филиалы Россельхозбанка. | [ 120 ] [ 121 ] |
| Белгородский универсальный коммерческий банк «Белгородкредитбанк»                  | 1990   | 1130 | 10.07.1992 | 02-123     | Белгород           | Решение пайщиков банков о прекращении деятельности кредитных организации и преобразовании их в филиалы Россельхозбанка. | [ 122 ] [ 123 ] |
| Брянский коммерческий агропромышленный банк «Брянскагропромбанк»                   | 1990   | 714  | 10.07.1992 | 02-123     | Брянск             | Решение пайщиков банков о прекращении деятельности кредитных организации и преобразовании их в филиалы Россельхозбанка. | [ 124 ] [ 125 ] |
| КБ «Агрокредит»                                                                    | 1990   | 802  | 10.07.1992 | 02-123     | Улан-Удэ           | Решение пайщиков банков о прекращении деятельности кредитных организации и преобразовании их в филиалы Россельхозбанка. | [ 126 ] [ 127 ] |
| Владимирский коммерческий банк «Владагробанк»                                      | 1990   | 961  | 10.07.1992 | 02-123     | Владимир           | Решение пайщиков банков о прекращении деятельности кредитных организации и преобразовании их в филиалы Россельхозбанка. | [ 128 ] [ 129 ] |
| Вологодский агропромышленный коммерческий банк                                     | 1990   | 601  | 10.07.1992 | 02-123     | Вологда            | Решение пайщиков банков о прекращении деятельности кредитных организации и преобразовании их в филиалы Россельхозбанка. | [ 130 ] [ 131 ] |
| Сельскохозяйственный коммерческий банк «Ивкомсельхозбанк»                          | 1990   | 738  | 10.07.1992 | 02-123     | Иваново            | Решение пайщиков банков о прекращении деятельности кредитных организации и преобразовании их в филиалы Россельхозбанка. | [ 132 ] [ 133 ] |
| Иркутский коммерческий земельный банк «Иркуткомзембанк»                            | 1990   | 1078 | 10.07.1992 | 02-123     | Иркутск            | Решение пайщиков банков о прекращении деятельности кредитных организации и преобразовании их в филиалы Россельхозбанка. | [ 134 ] [ 135 ] |
| Аллайховский коммерческий банк                                                     | 1990   | 1098 | 10.07.1992 | 02-123     | Чокурдах           | Решение пайщиков банков о прекращении деятельности кредитных организации и преобразовании их в филиалы Россельхозбанка. | [ 136 ] [ 137 ] |
| КБ «Эльбрус»                                                                       | 1990   | 1096 | 10.07.1992 | 02-123     | Нальчик            | Решение пайщиков банков о прекращении деятельности кредитных организации и преобразовании их в филиалы Россельхозбанка. | [ 138 ] [ 139 ] |
| Олекминский коммерческий банк                                                      | 1990   | 1099 | 10.07.1992 | 02-123     | Олекминск          | Решение пайщиков банков о прекращении деятельности кредитных организации и преобразовании их в филиалы Россельхозбанка. | [ 140 ] [ 141 ] |
| Калужский коммерческий агропромышленный банк «Калугаагробанк»                      | 1990   | 681  | 10.07.1992 | 02-123     | Калуга             | Решение пайщиков банков о прекращении деятельности кредитных организации и преобразовании их в филиалы Россельхозбанка. | [ 142 ] [ 143 ] |
| КБ «Карелия»                                                                       | 1990   | 597  | 10.07.1992 | 02-123     | Петрозаводск       | Решение пайщиков банков о прекращении деятельности кредитных организации и преобразовании их в филиалы Россельхозбанка. | [ 144 ] [ 145 ] |
| КБ «Аунусбанк»                                                                     | 1990   | 675  | 10.07.1992 | 02-123     | Олонец             | Решение пайщиков банков о прекращении деятельности кредитных организации и преобразовании их в филиалы Россельхозбанка. | [ 146 ] [ 147 ] |
| Кемеровский региональный коммерческий агропромышленный банк «Кемеровоагропромбанк» | 1990   | 713  | 10.07.1992 | 02-123     | Кемерово           | Решение пайщиков банков о прекращении деятельности кредитных организации и преобразовании их в филиалы Россельхозбанка. | [ 148 ] [ 149 ] |
| КБ «Нива Ставрополья»                                                              | 1990   | 848  | 10.07.1992 | 02-123     | Ставрополь         | Решение пайщиков банков о прекращении деятельности кредитных организации и преобразовании их в филиалы Россельхозбанка. | [ 150 ] [ 151 ] |
| Коммерческий сельскохозяйственный банк «Кировсельхозбанк»                          | 1990   | 712  | 10.07.1992 | 02-123     | Киров              | Решение пайщиков банков о прекращении деятельности кредитных организации и преобразовании их в филиалы Россельхозбанка. | [ 152 ] [ 153 ] |
| Тамбовский сельскохозяйственный коммерческий банк «Тамбовсельхозбанк»              | 1990   | 980  | 10.07.1992 | 02-123     | Тамбов             | Решение пайщиков банков о прекращении деятельности кредитных организации и преобразовании их в филиалы Россельхозбанка. | [ 154 ] [ 155 ] |
| Моршанский коммерческий банк                                                       | 1990   | 1033 | 10.07.1992 | 02-123     | Моршанск           | Решение пайщиков банков о прекращении деятельности кредитных организации и преобразовании их в филиалы Россельхозбанка. | [ 156 ] [ 157 ] |
| Липецкий коммерческий банк «Липецкагробанк»                                        | 1991   | 1332 | 10.07.1992 | 02-123     | Липецк             | Решение пайщиков банков о прекращении деятельности кредитных организации и преобразовании их в филиалы Россельхозбанка. | [ 158 ] [ 159 ] |
| Магаданский коммерческий агропромышленный банк «Магаданагропромбанк»               | 1990   | 773  | 10.07.1992 | 02-123     | Магадан            | Решение пайщиков банков о прекращении деятельности кредитных организации и преобразовании их в филиалы Россельхозбанка. | [ 160 ] [ 161 ] |
| Глазковский коммерческий банк                                                      | 1990   | 1209 | 24.07.1992 | 02-131     | Иркутск            | Решение собственников банка о прекращении деятельности кредитной организации в порядке ликвидации. | [ 162 ] [ 163 ] |
| Август                                                                             |        |      |            |            |                    | |                 |
| Универсальный коммерческий банк «Бейсуг»                                           | 1990   | 517  | 03.08.1992 | 02-136     | Краснодарский край | Решение собственников банков о прекращении деятельности кредитных организаций в порядке ликвидации. | [ 164 ] [ 165 ] |
| КБ «Нерчинский»                                                                    | 1990   | 1140 | 12.08.1992 | 02-145     | Нерчинск           | Решение собственников банков о прекращении деятельности кредитных организаций в порядке ликвидации. | [ 166 ] [ 167 ] |
| КБ «Дедовичибанк»                                                                  | 1990   | 863  | 12.08.1992 | 02-146     | Дедовичи           | Решение собственников банков о прекращении деятельности кредитных организаций в порядке ликвидации. | [ 168 ] [ 169 ] |
| КБ «Сочистрой»                                                                     | 1990   | 1262 | 14.08.1992 | 02-150     | Сочи               | Причина отзыва лицензии не указана. | [ 170 ] [ 171 ] |
| Сентябрь                                                                           |        |      |            |            |                    | |                 |
| КБ «Спектрбанк»                                                                    | 1989   | 222  | 01.09.1992 | 02-166     | Екатеринбург       | Решение собственников банков о прекращении деятельности кредитных организаций в порядке ликвидации. | [ 172 ] [ 173 ] |
| Лыткаринский коммерческий банк                                                     | 1990   | 1286 | 07.09.1992 | 02-171     | Лыткарино          | Решение собственников банков о прекращении деятельности кредитных организаций в порядке ликвидации. | [ 174 ] [ 175 ] |
| Октябрь                                                                            |        |      |            |            |                    | |                 |
| Камень-Рыболовский коммерческий банк                                               | 1990   | 1225 | 14.10.1992 | 02-185     | Камень-Рыболов     | Решение собственников банка о прекращении деятельности кредитной организации в порядке ликвидации. | [ 176 ] [ 177 ] |
| КБ «Промбизнесбанк»                                                                | 1991   | 1349 | 27.10.1992 | 02-190     | Рязань             | Реорганизация путём присоединения к ОАО «Прио-Внешторгбанк». | [ 178 ] [ 179 ] |
| Ноябрь                                                                             |        |      |            |            |                    | |                 |
| Черепановский коммерческий банк                                                    | 1990   | 1066 | 02-194     | 03.11.1992 | Черепаново         | Решение собственников банка о прекращении деятельности кредитной организации в порядке ликвидации. | [ 180 ] [ 181 ] |
| Татарский коммерческий банк                                                        | 1990   | 1077 | 02-194     | 03.11.1992 | Татарск            | Решение собственников банка о прекращении деятельности кредитной организации в порядке ликвидации. | [ 182 ] [ 183 ] |
| Тогучинский коммерческий банк                                                      | 1990   | 932  | 02-194     | 03.11.1992 | Тогучин            | Решение собственников банка о прекращении деятельности кредитной организации в порядке ликвидации. | [ 184 ] [ 185 ] |
| Куйбышевский коммерческий банк «Омь»                                               | 1990   | 785  | 02-194     | 03.11.1992 | Куйбышев           | Решение собственников банка о прекращении деятельности кредитной организации в порядке ликвидации. | [ 186 ] [ 187 ] |
| КБ «Пономаревкасельхозбанк»                                                        | 1991   | 1392 | 02-195     | 03.11.1992 | Пономарёвка        | Решение пайщиков банка о прекращении деятельности кредитной организации и преобразовании её в филиал Россельхозбанка. | [ 188 ] [ 189 ] |
| КБ «Павловск-банк»                                                                 | 1990   | 1023 | 02-195     | 03.11.1992 | Павловск           | Решение собственников банка о прекращении деятельности кредитной организации в порядке ликвидации. | [ 190 ] [ 191 ] |
| КБ «Переволоцксельхозбанк»                                                         | 1990   | 994  | 02-195     | 03.11.1992 | Переволоцкий       | Решение пайщиков банка о прекращении деятельности кредитной организации и преобразовании её в филиал Россельхозбанка. | [ 192 ] [ 193 ] |
| КБ «Мокшанский»                                                                    | 1990   | 711  | 02-195     | 03.11.1992 | Мокшан             | Решение собственников банка о прекращении деятельности кредитной организации в порядке ликвидации. | [ 194 ] [ 195 ] |
| КБ «Родник»                                                                        | 1990   | 682  | 02-195     | 03.11.1992 | Псковская область  | Решение пайщиков банка о прекращении деятельности кредитной организации и преобразовании её в филиал Россельхозбанка. При этом в октябре 1992 года у банка была отозвана лицензия без ликвидации регистрационной записи.                               | [ 196 ] [ 197 ] |
| КБ «Каменский»                                                                     | 1990   | 742  | 02-195     | 03.11.1992 | Каменка            | Решение пайщиков банка о прекращении деятельности кредитной организации и преобразовании её в филиал Россельхозбанка. При этом в октябре 1992 года запись о регистрации устава банка была аннулирована, однако он получил разрешение на реорганизацию. | [ 198 ] [ 199 ] |
| Москворецкий коммерческий банк                                                     | 1990   | 284  | 3032       | 13.11.1992 | Москва             | Преобразован в «Акционерный хлебный банк» (ЗАО АКБ «Хлебобанк»). | [ 200 ] [ 201 ] |
| Декабрь                                                                            |        |      |            |            |                    | |                 |
| КБ «Коммунальник»                                                                  | 1990   | 1314 | 02-214     | 07.12.1992 | Южно-Сахалинск     | Причина отзыва лицензии не указана. | [ 202 ] [ 203 ] |

## Статистика

### Закрытие по месяцам
| Закрытие по месяцам | Закрытие по месяцам | Закрытие по месяцам | Закрытие по месяцам | Закрытие по месяцам |
| Месяц               |                     |                     |                     | Количество          |
| ------------------- | ------------------- | ------------------- | ------------------- | ------------------- |
| Январь              |                     |                     | 0                   |                     |
| Февраль             |                     |                     | 1                   |                     |
| Март                |                     |                     | 1                   |                     |
| Апрель              |                     |                     | 5                   |                     |
| Май                 |                     |                     | 0                   |                     |
| Июнь                |                     |                     | 7                   |                     |
| Июль                |                     |                     | 67                  |                     |
| Август              |                     |                     | 4                   |                     |
| Сентябрь            |                     |                     | 2                   |                     |
| Октябрь             |                     |                     | 2                   |                     |
| Ноябрь              |                     |                     | 11                  |                     |
| Декабрь             |                     |                     | 1                   |                     |

### Причины закрытия
| Причины закрытия                          | Причины закрытия | Причины закрытия | Причины закрытия | Причины закрытия |
| Причина                                   |                  |                  |                  | Количество       |
| ----------------------------------------- | ---------------- | ---------------- | ---------------- | ---------------- |
| Присоединение или преобразование в филиал |                  |                  | 76               |                  |
| Решение собственников о ликвидации        |                  |                  | 18               |                  |
| Причины не указаны                        |                  |                  | 6                |                  |
| Другие причины                            |                  |                  | 1                |                  |

### Комментарии
1. ↑  По инициативе Банка России.
2. ↑  По инициативе собственников компании или в порядке её реорганизации.
3. ↑  По другим данным у 93 кредитных организаций, а у одной в следующем 1993 году.
4. ↑  По другим данным лицензия была аннулирована 8 июля 1993 года.